# Verbi inergativi

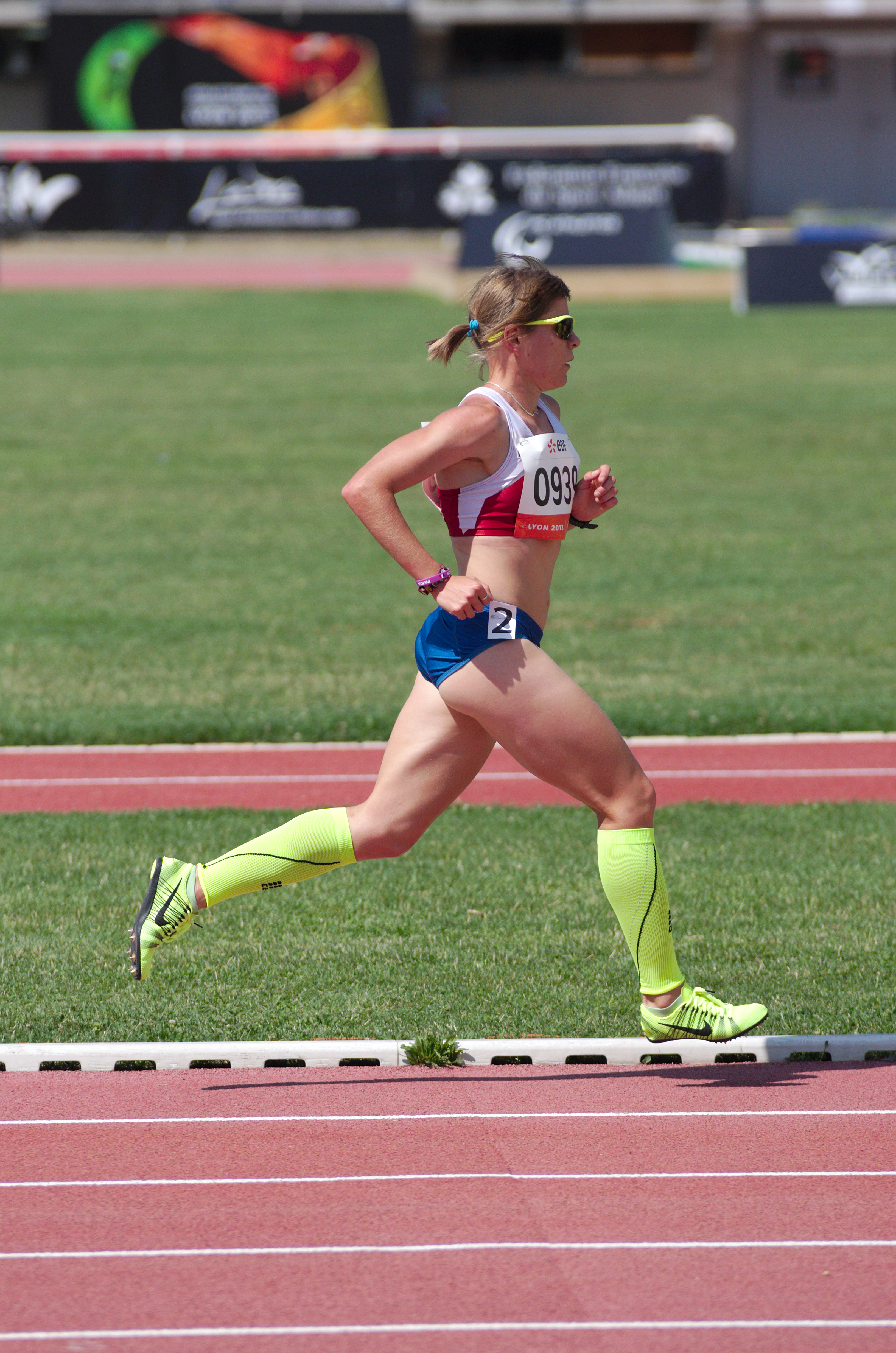
Il verbo correre è un verbo inergativo: quella di una persona che avanza correndo è una situazione in cui sono rappresentati stadi diversi di un unico evento

I verbi inergativi sono verbi intransitivi il cui argomento (in questo caso, il soggetto) si comporta sintatticamente come il soggetto dei verbi transitivi.
Il termine "inergativo" è stato originariamente proposto dal linguista statunitense David M. Perlmutter, nel suo testo Impersonal Passives and the Unaccusative Hypothesis (1978) ed è ormai ampiamente utilizzato negli studi di sintassi.
Esempi di verbi inergativi in lingua italiana sono correre, lavorare, camminare, ridere, dormire. Mentre nei verbi transitivi troviamo un agente (il soggetto) e un paziente (l'oggetto), e l'azione operata intenzionalmente dal primo può determinare un cambiamento di stato nel secondo, nei verbi inergativi c'è solo un partecipante (agente), la cui azione (comunque intenzionale) non produce cambiamenti di stato.
Gli inergativi vanno distinti soprattutto dagli inaccusativi, che sono verbi intransitivi in cui il soggetto sintatticamente si comporta come l'oggetto dei verbi transitivi (esempi di inaccusativi sono arrivare, cadere, sparire).
Un tipico test per individuare gli inergativi consiste nel verificare quale ausiliare selezionino: in italiano, ad esempio, gli inergativi optano per il verbo avere (ho corso, ho lavorato, ho camminato, ho riso, ho dormito), mentre gli inaccusativi optano per essere. Nella formulazione originaria della "ipotesi inaccusativa" di Perlmutter, i soggetti dei verbi inaccusativi sono soggetti solo superficialmente, ma ad un livello profondo di analisi si rivelano come oggetti. In questo senso, un altro test diagnostico per distinguere inergativi e inaccusativi è verificare la possibilità di riprendere il soggetto con il pronome ne. Nel caso di un verbo transitivo come mangiare abbiamo le seguenti frasi, tutte grammaticali:
Abbiamo mangiato dieci mele.
Dieci mele sono state mangiate.
Ne sono state mangiate dieci.
Comportamento analogo mostrano i verbi inaccusativi:
Sono arrivati dieci turisti.
Ne sono arrivati dieci.
Per i verbi inergativi, questa ripresa risulta agrammaticale:
Dieci turisti hanno passeggiato.
Ne sono passeggiati dieci.
Molti bambini dormono.
Ne dormono molti.
Verbi come andare, venire, salire, entrare ecc. esprimono direzionalità e implicano una meta: la loro realizzazione implica un cambiamento di stato. Verbi inergativi come camminare, nuotare o correre non esprimono direzionalità né implicano una meta: si limitano a descrivere una modalità di movimento (in inglese, manner of motion).
Va comunque notato che alcuni verbi possono avere accezioni diverse, alcune di natura inergativa, altre di natura inaccusativa. Ad esempio, il verbo correre è inergativo nelle frasi Mario correva o Mario ha corso tutto il giorno, mentre è inaccusativo nelle frasi Mario correva all'università o Mario è corso all'università. La differenza tra le due accezioni consiste nella diversa azionalità delle due accezioni: il verbo correre inergativo è un verbo atelico (privo cioè di un punto di compimento), mentre il verbo correre inaccusativo è un verbo telico.